# Джастис, Джим
Джеймс Конли «Джим» Джастис мл. (англ. James Conley "Jim" Justice, Jr.; род. 27 апреля 1951 года, Чарлстон, Западная Виргиния) — американский предприниматель и политик, представляющий Республиканскую партию. Сенатор от штата Западная Виргиния (с 14 января 2025 года). Губернатор штата Западная Виргиния (с 16 января 2017 года по 13 января 2025 год).

## Биография
Получил степень бакалавра искусств и магистра делового администрирования в университете Маршалла. Будучи единственным миллиардером в Западной Виргинии, Джастис снискал особую симпатию общественности за свою роль в спасении местного курорта Гринбрайер, в который он вложил 250 млн долларов.
В 2009 году Джастис в рамках операции обмена денег на акции продал семейную угледобывающую компанию Bluestone Resources Inc. в обмен на несколько шахт и других предприятий российской компании Мечел на юге Западной Виргинии (общая стоимость сделки составила порядка 568 млн долларов). 12 февраля 2015 года была закрыта сделка, по итогам которой Джастис выкупил свои прежние шахты за 5 млн долларов (менее 1 % от цены, по которой продал), а также принял обязательство выплатить Мечелу роялти в размере 3 долларов за каждую добытую и проданную тонну угля.
11 мая 2015 года объявил о намерении вступить в борьбу за губернаторское кресло в качестве кандидата от Демократической партии (в конце февраля 2015 года он изменил партийную принадлежность, уйдя от республиканцев).
8 ноября 2016 года Джим Джастис, к этому моменту владевший 83 компаниями в разных штатах и обладающий капиталом в объёме 1,6 млрд долларов, победил на губернаторских выборах Западной Виргинии республиканца Билла Коула, хотя в этот же день на президентских выборах избиратели штата поддержали Дональда Трампа.
3 августа 2017 года Джастис заявил о смене партийной принадлежности и вернулся в Республиканскую партию.
5 ноября 2024 года победил на выборах в Сенат США от Западной Виргинии с результатом 68,9 % кандидата от Демократической партии Гленна Эллиотта (обладатель мандата Джозеф Мэнчин не участвовал в кампании).

## Личная жизнь

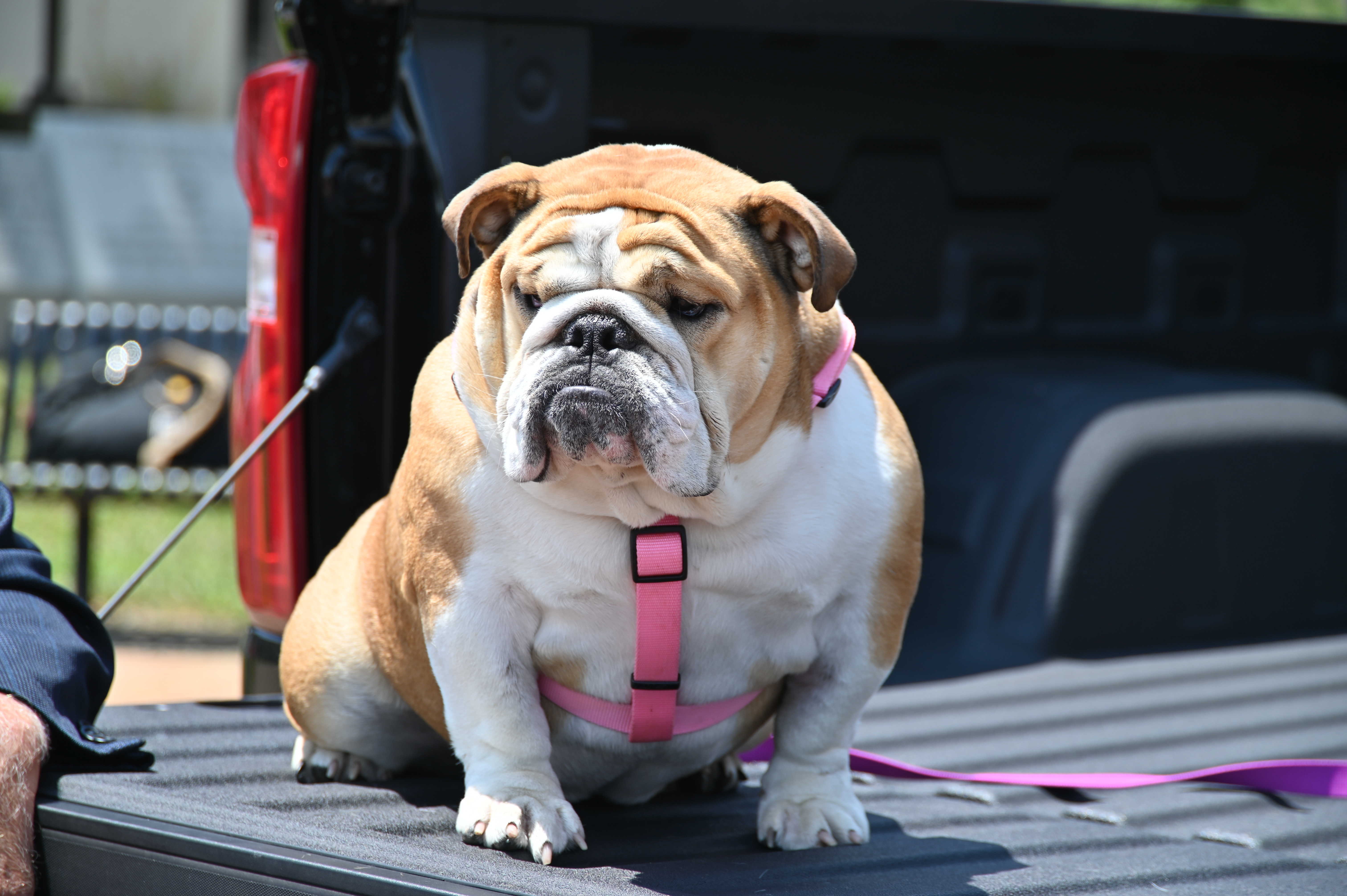

Женат на бывшей однокласснице Кэти Камер (Cathy Comer).
Владелец английского бульдога по кличке Babydog.